# Concord (Kentucky)
Concord és una població dels Estats Units a l'estat de Kentucky. Segons el cens del 2000 tenia 28 habitants.

## Demografia
Segons el cens del 2000, Concord tenia 28 habitants, 13 habitatges, i 9 famílies. La densitat de població era de 180,2 habitants/km².
Dels 13 habitatges en un 23,1% hi vivien nens de menys de 18 anys, en un 53,8% hi vivien parelles casades, en un 7,7% dones solteres, i en un 23,1% no eren unitats familiars. En el 15,4% dels habitatges hi vivien persones soles el 7,7% de les quals corresponia a persones de 65 anys o més que vivien soles. El nombre mitjà de persones vivint en cada habitatge era de 2,15 i el nombre mitjà de persones que vivien en cada família era de 2,3.
Per edats la població es repartia de la següent manera: un 14,3% tenia menys de 18 anys, un 7,1% entre 18 i 24, un 17,9% entre 25 i 44, un 50% de 45 a 60 i un 10,7% 65 anys o més.
L'edat mediana era de 50 anys. Per cada 100 dones de 18 o més anys hi havia 118,2 homes.
La renda mediana per habitatge era de 18.125 $ i la renda mediana per família de 20.625 $. Els homes tenien una renda mediana d'11.250 $ mentre que les dones 0 $. La renda per capita de la població era de 7.897 $. Cap de les famílies i el 23,3% de la població estaven per davall del llindar de pobresa.

## Poblacions més properes
El següent diagrama mostra les poblacions més properes.